# Verwaltungsgemeinschaft Partenstein
Zu der Verwaltungsgemeinschaft Partenstein im unterfränkischen Landkreis Main-Spessart haben sich folgende Gemeinden zur Erledigung ihrer Verwaltungsgeschäfte zusammengeschlossen:
1. Neuhütten, 1128 Einwohner, 5,95 km²
2. Partenstein, 2732 Einwohner, 10,45 km²
3. Wiesthal, 1238 Einwohner, 9,24 km²

Sitz der Verwaltungsgemeinschaft ist das Rathaus in Partenstein.